# John Pettersson
John W. Pettersson i riksdagen kallad Pettersson i Sävsjö Norregård, född 6 april 1893 i Norra Ljunga socken, Jönköpings län, död 5 maj 1968 i Sävsjö, var en svensk hemmansägare och centerpartistisk riksdagspolitiker.
Pettersson var ledamot av riksdagens andra kammare från 1937, invald i Jönköpings läns valkrets. Han var även landstingsledamot från 1935.